# Barbara Letka
Barbara Letka z domu Bukowska (ur. 18 sierpnia 1981 w Czechowicach-Dziedzicach) – polska judoczka.

## Życiorys
Brązowa medalistka mistrzostw Europy w 2003 w Düsseldorfie, wielokrotna uczestniczka mistrzostw Europy i mistrzostw świata, czternastokrotna medalistka Mistrzostw Polski, w tym pięciokrotna złota medalistka mistrzostw Polski Seniorek, od 2005 zawodniczka WKS Śląsk Wrocław. 18 czerwca 2005 wyszła za mąż za zapaśnika Marcina Letkiego. Była reprezentantką Wojskowego Zespołu Sportowego we Wrocławiu w stopniu starszy szeregowy.
W 2007 zdobyła dwa brązowe medale podczas 4. Światowych Wojskowych Igrzysk Sportowych w Indiach, jeden w drużynie, a drugi indywidualnie. W 2009 zakończyła karierę sportową.